# Horst Romes
Horst Romes (* 5. September 1944; † 19. September 2004 in Elmshorn) war ein deutscher Fußballspieler. Von 1968 bis 1972 hat der Offensivspieler in der damals zweitklassigen Fußball-Regionalliga Nord für die Vereine ASV Bergedorf 85 und FC St. Pauli insgesamt 108 Ligaspiele absolviert und 57 Tore erzielt.

## Spielerlaufbahn

### Deutschland, bis 1972
Horst „Hotte“ Romes machte in der Saison 1967/68 in der Verbandsliga Niedersachsen beim Lüneburger SK, mit seiner Qualität im Angriff, den Hamburger Regionalligisten ASV Bergedorf auf sich aufmerksam. Der Angreifer, der – noch als Mitglied von Fortuna Köln – am 20. April 1960 in Manchester beim Länderspiel gegen England in der Schülernationalmannschaft aufgelaufen und auch fünf Tage später in Glasgow gegen Schottland zum Einsatz gekommen war, unterschrieb zur Saison 1968/69 beim ASV Bergedorf einen Vertrag. Bei den schwarz-weißen „Elstern“ vom Stadion „Sander Tannen“, war mit dem 15. Rang nur knapp der Klassenerhalt erreicht worden und Verstärkung in der Offensive war dringend nötig. Neben Romes waren mit Ernst Kreuz, Ulrich Spiegel, Hans Hille, Werner Jaschik und Dieter Strauß noch weitere Neuzugänge nach Bergedorf gekommen. Das Saisonauftaktspiel bestritt Romes am 18. August 1968 beim 4:1-Heimerfolg gegen Holstein Kiel auf der Mittelstürmerposition und erzielte sein erstes Tor in der Regionalliga. Am fünften Spieltag, den 15. September, war er mit zwei Treffern der Sieggarant beim 2:1-Heimerfolg gegen Bremerhaven 93. Unter Trainer Edgar Preuß belegte der ASV am Rundenende in der Debütsaison von „Hotte“ Romes in der Regionalliga den 11. Platz, und der kampfstarke Angreifer hatte sich mit 21 Toren – Hardy Grüne führt in Bundesliga & Co auf Seite 46 dagegen Romes mit 22 Toren – tatsächlich als die erhoffte Offensivverstärkung erwiesen. Hinter Wolfgang Kaniber (30) und vor Ulrich Kallius (20) belegte er in der Torjägerliste der Regionalliga Nord den zweiten Platz. Kaniber erzielte seine 30 Tore beim Meister VfL Osnabrück und Kallius war bei St. Pauli, dem Tabellendritten, der Torschützenkönig. Bergedorf rangierte dagegen mit 56:67 Toren auf dem 11. Rang.
In der zweiten Saison von Romes bei Bergedorf, 1969/70, bestätigte der zweikampfstarke Mittelstürmer mit 14 Toren in 29 Ligaspielen seine Torjägerqualitäten, die „Elstern“ stiegen aber als 16. in das Amateurlager ab. Punktgleich mit 22:42 Punkten entschied das bessere Torverhältnis für TSR Wilhelmshaven. Da beim Tabellenvierten FC St. Pauli, nach dem bereits 1967 vollzogenen Karriereende des torgefährlichen Angreifers Horst Haecks, jetzt mit Peter Osterhoff der zweite Torgarant über viele Jahre seine Zeit im Lizenzfußball beendete, holten die Verantwortlichen vom Millerntor-Stadion Romes zu den Braun-Weißen an das Heiligengeistfeld.
Unter Trainer Erwin Türk wurde der Neuzugang aus Bergedorf am Debüttag der Saison 1970/71, den 16. August 1970, beim 3:1-Heimerfolg gegen den Heider SV in der zweiten Halbzeit für Mittelstürmer Herbert Liedtke eingewechselt. Neben Mitspielern wie Udo Böhs (Torhüter), Horst Wohlers, Alfred Hußner, Hartmut Hischer, Werner Greth, Reinhard Löffler und Wolfgang Wellnitz absolvierte Romes als Sturmspitze 27 Ligaspiele und erzielte zur Erringung der Vizemeisterschaft elf Tore. In der Bundesligaaufstiegsrunde belegte St. Pauli hinter Aufsteiger Fortuna Düsseldorf und Borussia Neunkirchen den dritten Rang und Romes hatte in sieben Spielen drei Tore erzielt.
In Romes zweiter Saison bei St. Pauli (1971/72) gewann die Millerntor-Elf mit 54:14 Punkten die Meisterschaft in der Regionalliga Nord. Unter Trainer „Edu“ Preuß hatte er in 25 Ligaeinsätzen elf Tore erzielt. Mit den Angriffskollegen Siegfried Beyer und Walter Dobberkau sowie dem neuen Mittelfeldspieler Rolf Höfert, belegte St. Pauli in der Bundesligaaufstiegsrunde hinter Kickers Offenbach und Rot-Weiss Essen wiederum den dritten Rang. Romes hatte darin fünf Spiele absolviert und ein Tor erzielt. Nach insgesamt 51 Regionalligaspielen (22 Tore), elf Spielen in der Bundesligaaufstiegsrunde (vier Tore) und zwei Einsätzen (ein Tor) im DFB-Pokal beendete Romes nach zwei Jahren seine Aktivität beim FC St. Pauli und wechselte zur Saison 1972/73 nach Österreich.

### Österreich, 1972 bis 1977
In Vorarlberg, bei Schwarz-Weiß Bregenz, setzte der Angreifer aus der zweitklassigen deutschen Regionalliga Nord ab der Saison 1972/73 in der Erstklassigkeit der österreichischen Nationalliga seine Karriere fort. In 29 Ligaspielen erzielte er für die Schwarz-Weißen zehn Tore, Bregenz belegte den 15. Rang. Im zweiten Jahr von Romes, 1973/74, trat das Team unter dem Namen FC Vorarlberg in der Fußball-Bundesliga an. Trotz namhafter Mitspieler wie Bruno Pezzey, Adolf Blutsch und Franz Wolny reichte es aber nur zum 17. Tabellenplatz. Romes hatte 29 Ligaspiele bestritten und sieben Tore erzielt. Nach dem Abstieg von Bregenz schloss er sich zur Runde 1974/75 dem SC Eisenstadt im Burgenland an. An der Seite des vormaligen Rapid-Torjägers Jørn Bjerregaard erzielte er in 34 Ligaspielen zehn Tore, erlebte aber wiederum den Abstieg. Zum Abschluss seiner Spielerlaufbahn in Österreich hängte Romes vom Frühjahr 1976 bis zum Winter 1976/77 noch ein Jahr beim Linzer ASK an. Unter den Trainern Felix Latzke (1975/76) und Wilhelm Huberts (1976/77) gehörte der Routinier aber nicht mehr den Stammbesetzungen an. In zwei Halbrunden kam er auf 15 Ligaspiele, in denen er drei Tore erzielte. Danach ging er noch zu Casino Bregenz (2. Division).

## Trainer und Manager
Nach seiner Rückkehr nach Norddeutschland übte Romes von 1996 bis 2004 das Traineramt bei TuS Krempe in Schleswig-Holstein aus. Danach war er beim FC Elmshorn als Manager tätig. Daneben spielte er lange Zeit in St. Paulis Traditionself. Bei der Zeitung Elmshorner Nachrichten war er Verfasser einer Fußballkolumne. Er verstarb im September 2004 nach einem Heimspiel von Elmshorn an einem Herzinfarkt.

## Stationen

### Als Spieler
- bis 1968: Lüneburger SK
- 1968 bis 1970: ASV Bergedorf 85
- 1970 bis 1972: FC St. Pauli
- 1972 bis 1974: Schwarz-Weiß Bregenz
- 1974 bis 1975: SC Eisenstadt
- 1976: Linzer ASK
- 1977: Casino Bregenz

### Als Trainer
- 1996 bis 2004: TuS Krempe